# UTSA Roadrunners football
Gli UTSA Roadrunners sono la squadra di football americano di college che rappresenta l'Università del Texas a San Antonio (UTSA). Giocano le partite interne all'Alamodome a San Antonio. Dal 2020 l'allenatore è Jeff Traylor.
L'università ha dato avvio al programma di football a partire dal 2008. Gli UTSA Roadrunners sono impegnati nella Divisione I della Football Bowl Subdivision (FBS) della NCAA: la loro prima stagione è stata quella del 2011 a cui parteciparono come indipendenti per poi nel 2012 essere inseriti nella Western Athletic Conference e dal 2013 nella Conference USA, mentre nel 2021 hanno chiesto di essere spostati nella American Athletic Conference.

## Stagioni
Di seguito la lista delle stagioni degli UTSA Roadrunners. 
| Stagioni                                                     |              |                    |                      |             |                                                       |
| Anno                                                         | Allenatore   | Record complessivo | Record di conference | Piazzamento | Playoff/Bowl                                          |
| Divisione I FBS — Indipendente (2011)                        |              |                    |                      |             |                                                       |
| 2011                                                         | Larry Coker  | 4—6                | —                    | —           | —                                                     |
| Divisione I FBS — Western Athletic Conference (2012)         |              |                    |                      |             |                                                       |
| 2012                                                         | Larry Coker  | 8—4                | 3—3                  | 4º          | —                                                     |
| Divisione I FBS — Conference USA (2013—2022)                 |              |                    |                      |             |                                                       |
| 2013                                                         | Larry Coker  | 7—5                | 6—2                  | 2º          | —                                                     |
| 2014                                                         | Larry Coker  | 4—8                | 3—5                  | 4º          | —                                                     |
| 2015                                                         | Larry Coker  | 3—9                | 3—5                  | 3º          | —                                                     |
| 2016                                                         | Frank Wilson | 6—7                | 5—3                  | 2º          | Sconfitta nel New Mexico Bowl                         |
| 2017                                                         | Frank Wilson | 6—5                | 3—5                  | 5º          | —                                                     |
| 2018                                                         | Frank Wilson | 3—9                | 2—6                  | 5º          | —                                                     |
| 2019                                                         | Frank Wilson | 4—8                | 3—5                  | 5º          | —                                                     |
| 2020                                                         | Jeff Traylor | 7—5                | 5—2                  | 2º          | Sconfitta nel First Responder Bowl                    |
| 2021                                                         | Jeff Traylor | 12—1               | 8—1                  | 1º          | Sconfitta nel Frisco Bowl                             |
| 2022                                                         | Jeff Traylor | 11—2               | 8—0                  | 1º          | Giocherà contro Troy al Cure Bowl il 16 dicembre 2022 |
| Divisione I FBS — American Athletic Conference (2023—futuro) |              |                    |                      |             |                                                       |

## Allenatori
Nel seguito l'elenco dei capo allenatori degli UTSA Roadrunners. 
| Capo allenatori |              |           |
| N.              | Nome         | Stagioni  |
| 1               | Larry Coker  | 2011–2015 |
| 2               | Frank Wilson | 2016–2019 |
| 3               | Jeff Traylor | 2020–     |

## Titoli

### Titoli di conference
| Titoli di conference        |                             |                             |                             |                    |
| Stagione                    | Conference                  | Allenatore                  | Record complessivo          | Record di division |
| 2021                        | Conference USA              | Jeff Traylor                | 12–1                        | 7–1                |
| 2022                        | Conference USA              | Jeff Traylor                | 11–2                        | 8–0                |
| Totale titoli di conference | Totale titoli di conference | Totale titoli di conference | Totale titoli di conference | 2                  |

### Titoli di division
La Conference USA ha eliminato le sue divisioni di football americano nel 2022, dopo che i suoi membri sono scesi da 14 a 11.
| Titoli di division     |                        |                        |                        |                        |                        |           |
| Stagione               | Conference             | Division               | Allenatore             | Avversario             | Data                   | Risultato |
| 2021                   | Conference USA         | West                   | Jeff Traylor           | Western Kentucky       | 3 dicembre 2021        | V 49–41   |
| Totale titoli Division | Totale titoli Division | Totale titoli Division | Totale titoli Division | Totale titoli Division | Totale titoli Division | 1         |

## Giocatori selezionati nel Draft NFL
Nel seguito la lista dei giocatori dei UTSA Roadrunners selezionati nel draft NFL.
| Giocatori selezionati nel Draft NFL |                              |                              |                              |                              |                     |       |
| Draft                               | Giro                         | Scelta                       | Scelta assoluta              | Giocatore                    | Squadra             | Ruolo |
| 2022                                | 4                            | 29                           | 134                          | Spencer Burford              | San Francisco 49ers | OT    |
| 2022                                | 5                            | 10                           | 153                          | Tariq Woolen                 | Seattle Seahawks    | CB    |
| 2018                                | 1                            | 14                           | 14                           | Marcus Davemport             | New Orleans Saints  | DE    |
| 2016                                | 6                            | 13                           | 188                          | David Morgan II              | Minnesota Vikings   | TE    |
| Totale giocatori selezionati        | Totale giocatori selezionati | Totale giocatori selezionati | Totale giocatori selezionati | Totale giocatori selezionati | 4                   | 4     |